# ガーネット・ミムズ
ガーネット・ミムズ（英語: Garnet Mimms、1933年11月16日 - ）は、ソウルミュージックやリズム・アンド・ブルースの分野で広く影響を与えたアメリカ合衆国の歌手。出生名はガレット・ミムズ（英語: Garrett Mimms）。彼の作品で最も知られているヒット曲には、後にジャニス・ジョプリンがカバーした「クライ・ベイビー (Cry Baby)」や、ノースカロライナ州とサウスカロライナ州にまたがって広がる、いわゆるカロライナ・ビーチ・ミュージック(Beach Music)のコミュニティで好まれている「A Quiet Place」などがある。

## 経歴
ミムズは、ウェストバージニア州アッシュランド(Ashland)に生まれ、ペンシルベニア州フィラデルフィアで育った。フィラデルフィアでは、ゴスペルのグループで歌い、the Evening Stars、the Harmonizing Four、そして1953年に彼にとって最初のレコードを吹き込んだ the Norfolk Four などに所属した。やがて軍務に就き、除隊してフィラデルフィアに戻ってから、1958年に the Gainors というドゥーワップ・グループを結成した。
1961年、ミムズは、サム・ベル(Sam Bell)と2人で the Gainors を離れ、ゾラ・パーネル(Zola Pearnell)とチャールズ・ボイヤー(Charles Boyer)を加えて新たなグループ Garnet Mimms and the Enchanters を結成した 。やがてグループは拠点をニューヨークに移し、ソングライターで音楽プロデューサーのバート・バーンズ(Bert Berns)と一緒に仕事をするようになった。バーンズは、彼らのためにユナイテッド・アーティスツ・レコードとの契約を取り付け、共同作業者であるジェリー・ラゴヴォイ(Jerry Ragovoy)とともに、ヒット曲となった「クライ・ベイビー」を書いた。この曲は1963年に『ビルボード』誌のHot R&B Sidesのチャートで首位となり、Billboard Hot 100でも4位まで上昇した。この曲のシングルは100万枚以上売れ、ゴールドディスクに認定された。
ミムズとグループは、続くシングル「For Your Precious Love / Baby Don't You Weep」を両面ヒットとし、2曲ともビルボードのトップ30圏までチャートを上昇したが、1964年にミムズはグループを離れてソロ活動に入った。1966年、バーンズとラゴヴォイによってもうひとつのヒット曲「わが心の君 (I'll Take Good Care Of You)」が生まれ、Hot Rhythm & Blues Singlesのチャートで15位、Billboard Hot 100でも30位まで上昇した。翌1967年には、イギリスに渡ってジミ・ヘンドリックスと一緒に仕事をした。その後、MGMレコードとヴァーヴ・レコードで若干の録音を行なった。なお、1969年には、レッド・ツェッペリンが、アメリカ・ツアーにおける各地の公演で、ミムズの「As Long As I have You」を編曲して延々と演奏している。
1970年代には、Garnet Mimms and the Truckin' Co. 名義でファンク系の曲がいくつかリリースされた。当時の英国では、唯一「What It Is」が、1977年7月に1週だけ全英シングルチャートの44位に入った。
1999年に、リズム・アンド・ブルース財団(Rhythm and Blues Foundation)から、パイオニア賞(Pioneer Award)を贈られた。
ミムズは、1980年代以降は刑務所における聖職者としての奉仕活動に天職を見いだしていたが、2007年に再び録音を始め、翌2008年に、ジョン・タイヴン(Jon Tiven)がプロデュースと（大部分の）楽曲提供をおこなった新たなゴスペル・アルバム『Is Anybody Out There?』をエビデンス(Evidence)・レーベルからリリースした。